# Самуил Хандзерис (ефески митрополит)
 Тази статия е за пловдивския и ефески митрополит.  За чичо му вселенски патриарх вижте Самуил I Хандзерис.  
Самуил (на гръцки: Σαμουήλ) е гръцки духовник, митрополит на Вселенската патриаршия.

## Биография
Роден е около 1740 година в Цариград със светската фамилия Хандзерис (Χαντζερής). Племенник е на вселенския патриарх Самуил I Хандзерис (1763 – 1768 и 1773 – 1774). През април 1765 година е избран и по-късно ръкоположен за пловдивски митрополит. По негово време в Пловдив са изработени две инкрустирани със седеф певници за храма „Света Марина“.
През февруари 1780 година е избран за ефески митрополит.
Умира през юни 1801 година. Погребан е в Арнавуткьой.